# Petar Nadoveza
Petar Nadoveza, född 9 april 1942 i Šibenik, Guvernementet Dalmatien, död 19 mars 2023, var en kroatisk fotbollsspelare och därefter tränare inom samma sport.
Petar Nadoveza spelade en landskamp för det jugoslaviska landslaget.